# دیتر استینکا
دیتر استینکا (انگلیسی: Dieter Stinka؛ زادهٔ ۱۰ اوت ۱۹۳۷) بازیکن فوتبال اهل آلمان است.
از باشگاه‌هایی که در آن بازی کرده‌است می‌توان به باشگاه فوتبال آینتراخت فرانکفورت، باشگاه فوتبال دارمشتات ۹۸، و باشگاه فوتبال دارمشتات .۱ اشاره کرد.